# La misteriosa morte della compagna Guan
La misteriosa morte della compagna Guan è un romanzo scritto da Qiu Xiaolong, edito originariamente, in inglese, nel 2000 negli USA e nel 2002 in Italia. 

## Trama
L'11 maggio 1990 viene rinvenuto il corpo nudo di una giovane donna, avvolto in un sacco della spazzatura, in fondo ad un canale fuori mano, nelle vicinanze di Shanghai. L'ispettore capo Chen Cao ed il suo subordinato Yu, incaricati delle indagini, scoprono ben presto che si tratta del cadavere di Guan Hongying, "Lavoratrice Modello della Nazione", celebre personaggio della propaganda del partito.
Quasi subito i sospetti cadono sul noto fotografo Wu Xiaoming, unico figlio di un alto quadro del partito, e gli investigatori si rendono conto che l'omicidio potrebbe assumere connotazioni politicamente rilevanti. Ed infatti i due poliziotti, si trovano ben presto alle prese con ostacoli politici e giochi di potere, in quanto Wu fa uso dei suoi legami familiari per intralciare le indagini, fino a riuscire a farli assegnare ad altri incarichi. I due però non smettono di seguire il caso, aiutati anche dalla giovane giornalista Wang, con cui Chen ha una breve relazione, dal padre di Yu, ex poliziotto soprannominato "Vecchio Cacciatore" e da Lu, un amico di Chen, da lui definito cinese d'oltremare perché era vissuto qualche anno all'estero.
Benché tutte le prove e molte testimonianze portino a ritenere Wu come il probabile assassino, Chen e Yu non riescono a scoprire il movente dell'omicidio, senza il quale Li, il locale segretario di partito, non si sente di arrestare il sospetto. 
Dopo un viaggio a Canton (Guangzhou in cinese) in cui Chen scopre nuove prove di colpevolezza di Wu, tornato a Shanghai sembra che la sua posizione sociale e lavorativa sia ormai compromessa, in quanto gli amici di Wu sono riusciti a screditarlo, ma una lettera che lui scrive a Pechino a Ling, sua prima fidanzata che lui non ha mai dimenticato (ed il prosieguo del romanzo dimostrerà che anche lei continua a portarlo nel cuore), figlia di altissimi funzionari del politburo fa sì che la carriera di Chen possa riprendere in maniera ancora più strepitosa, riuscendo a demolire l'alibi che Wu si era creato ed a scoprire il movente dell'assassinio.  

## Significato letterario
Opera prima, scritta in inglese da un cinese emigrato negli Stati Uniti e residente a San Louis, nel Missouri, il romanzo ha fatto guadagnare grande popolarità all'autore che è riuscito a fare qualcosa di più di raccontare una storia poliziesca ma ha permesso ai lettori occidentali di gettare uno sguardo sul modo di vita della Cina moderna, paese in cui convivono spinte verso la modernità e lo sviluppo con antiche tradizioni, grandi ricchezze da parte dei ceti emergenti e dell'oligarchia dominante con lo squallore del vivere quotidiano delle masse popolari.
Come dice la recensione citata in biografia: "Più che un giallo per creare suspense, Qiu ha scritto il libro per esplorare le tensioni tra vecchio socialismo e nuovo capitalismo che attualmente sono fondamentali nella rapida evoluzione del suo paese".
Occorre ancora aggiungere che l'ispettore capo Chen è diventato poliziotto per ordine del partito, mentre la sua vera vocazione, che continua ad esercitare come seconda attività, sarebbe stata la poesia, che comunque governa ogni sua azione e lo guida spesso quando deve effettuare scelte difficili. Questo stratagemma letterario ha permesso a Qiu Xiaolong di inserire nel libro una specie di antologia di brani della poesia cinese dalle prime dinastie fino ai giorni nostri.

## Critica
- (EN) Eddie Silva, Chinese Puzzle, in River Front Times - St. Louis Arts and Entertainment, 7/6/2000. URL consultato il 22 giugno 2011 (archiviato dall'url originale il 22 giugno 2011).

## Edizioni
- Qiu Xiaolong, La misteriosa morte della compagna Guan, traduzione di Paola Vertuani, Universale economica Feltrinelli, Marsilio, 27 settembre 2018,  p. 543, ISBN 9788831739146.